# Android KitKat
Android 4.4 KitKat je verze operačního systému Android.

## Představení
Oficiálně měl být představen na Google I/O 2013, avšak od toho internetový gigant odstoupil. Nakonec byl představen až 3. září 2013. Jako první získali novou verzi systému vlastníci Nexus 5 a stalo se tak 31. října 2013, ostatní zařízení Nexus dostala aktualizaci vzápětí. Později se dostala aktualizace i na modely ostatních výrobců, především na vlajkové lodě a dražší modely.

## Novinky

### Novinky v původní verzi 4.4.0
Tato verze Androidu s sebou přináší velké změny, zejména vylepšuje plynulost a rychlost prostředí. Jako nejdůležitější novinka bývá prezentována lepší adaptace systému na low-endová zařízení. KitKat by tak měl fungovat i na zařízeních s 340 MB RAM. Zařízení do 512 MB RAM se musí hlásit jako "low RAM" zařízení. Pro tato zařízení pak bylo vytvořeno speciální API.
Dále přináší podporu pro ART runtime, který má být alternativou pro standardní Dalvik. Hlavním důvodem pro jeho nasazení je zlepšení plynulosti aplikace, rychlejší spouštění aplikace a zlepšení výkonu baterie. Nevýhodou delší instalace aplikace a větší nároky na volné místo.
KitKat dále umožňuje bezkontaktní platby, bezdrátový tisk, průhledný stavový řádek, nahrávání dění na obrazovce telefonu, detektor pohybu (počítá lidské kroky) a mnoho dalšího.
KitKat však s sebou přináší i jedno poměrně zásadní omezení – aplikace mají omezenou možnost práce s kartou SD v telefonu. Aplikace může mít sice i nadále svůj adresář na kartě SD, ale nemůže pracovat s daty mimo tento adresář. Například správci souborů tak již nemohou kopírovat data mezi interním úložištěm a kartou SD a podobně. Omezení se týká pouze karet SD a nesystémových aplikací. Systémové aplikace, tedy ty, které jsou předinstalovány, pracují bez omezení.

### Novinky v aktualizovaných verzích (4.4.1 až 4.4.4)
Aktualizace dané verze Androidu se, jako vždy, zaměřují převážně na opravu nalezených chyb a nepřidávají do aktuální verze žádné větší funkční novinky.

#### Verze 4.4.1
Tato verze především vylepšuje kvalitu fotografií vylepšením autofokusu, vyvážení bílé a režimu HDR na referenčním Nexusu 5. Dále vylepšuje ART runtime a aplikaci pro focení a natáčení videa.

#### Verze 4.4.3
Tato verze přináší novou aplikaci pro volání.

## Nástupce
Nástupcem Androidu 4.4 KitKat je verze 5.0 Lollipop.